# Holo*27 Covers Vol.1
『holo*27 Covers Vol.1』（ホロニーナ カバーズ ボリューム1）は、日本の女性バーチャルYouTuberグループ・ホロライブおよび、ボカロP・DECO*27による音楽プロジェクト・holo*27のアルバム。ホロライブの所属タレントがカバーした、DECO*27の楽曲を10曲収録している。

## リリース
本アルバムは、アルバム『holo*27 Originals Vol.1』と共に、株式会社トイズファクトリーのレーベル「VIA Label」から2023年3月15日に発売された。形態は、CDのみの「通常盤」とサコッシュが同梱された「初回生産限定盤」の2つが存在する。

## カバーアート
本アルバムのカバーアートは、イラストレーターのおむたつが手がけた、本アルバムの収録曲の歌唱を担当した13名のホロライブの所属タレント・夜空メル、癒月ちょこ、姫森ルーナ、大神ミオ、博衣こより、クレイジー・オリー、ムーナ・ホシノヴァ、アイラニ・イオフィフティーン、小鳥遊キアラ、七詩ムメイ、森カリオペ、不知火フレア、ときのそらのイラストとなっている。初回生産限定盤と通常盤とでは、背景および右上に書かれた文字列「Covers」の色が異なり、初回生産限定盤では背景は水色と桃色で文字列は黒色だが、通常盤では背景は水色で文字列は黒色と白色である。

## チャート成績
初週2,093枚として、オリコンチャートによる2023年3月27日付の週間 合算アルバムランキングにて28位、週間 アルバムランキングにて27位、週間 デジタルアルバムランキングにて2位、週間 アニメアルバムランキングにて10位を記録した。また、初週8,085枚として、Billboard JAPANによる2023年3月22日公開のBillboard Japan Hot Albumsおよび、Billboard Japan Top Albums Salesにて6位、Billboard Japan Download Albumsにて2位を記録した。

## 収録曲
| 全作詞・作曲: DECO*27、全編曲: Rockwell。 |                              |           |            |                                 |      |
| #                                         | タイトル                     | 作詞      | 作曲・編曲 | 歌唱                            | 時間 |
| 1.                                        | 「ヴァンパイア」             | DECO*27   | DECO*27    | 夜空メル × 癒月ちょこ           | 2:59 |
| 2.                                        | 「シンデレラ」               | DECO*27   | DECO*27    | 姫森ルーナ                      | 2:34 |
| 3.                                        | 「アニマル」                 | DECO*27   | DECO*27    | 大神ミオ × 博衣こより           | 2:33 |
| 4.                                        | 「ゾンビ」                   | DECO*27   | DECO*27    | Kureiji Ollie                   | 3:07 |
| 5.                                        | 「乙女解剖」                 | DECO*27   | DECO*27    | Moona Hoshinova                 | 3:42 |
| 6.                                        | 「モザイクロール」(Reloaded) | DECO*27   | DECO*27    | Airani Iofifteen                | 2:40 |
| 7.                                        | 「ゴーストルール」           | DECO*27   | DECO*27    | Takanashi Kiara × Nanashi Mumei | 3:27 |
| 8.                                        | 「ヒバナ」(Reloaded)         | DECO*27   | DECO*27    | Mori Calliope                   | 3:24 |
| 9.                                        | 「妄想感傷代償連盟」         | DECO*27   | DECO*27    | 不知火フレア                    | 4:26 |
| 10.                                       | 「愛言葉Ⅳ」                  | DECO*27   | DECO*27    | ときのそら                      | 3:40 |
| 合計時間:                                 | 合計時間:                    | 合計時間: | 32:32      |                                 |      |

## holo*27 Vol.1 Special Edition
株式会社トイズファクトリーのレーベル「VIA Label」から2023年3月15日に発売された、アルバム『holo*27 Originals Vol.1』および『holo*27 Covers Vol.1』のセット。

## ライブ
『holo*27 Originals Vol.1』および『holo*27 Covers Vol.1』の収録曲全20曲が披露された「holo*27 stage」が、ライブ「hololive 4th fes. Our Bright Parade Supported By Bushiroad」の公演の一つとして、2023年3月19日に行われた。